# Hendrick van Buyten
Hendrick Ariaensz. van Buyten (1632–1701) was een welvarende bakker en hoofd van het Delftse Bakkersgilde. 

## Biografie
Van Buyten kwam uit een bescheiden kring; zijn vader, Adriaen Hendricksz. van Buyten, was een schoenmaker.
Zijn eerste vrouw, Machtelt van Asson, was de dochter van eveneens een bakker. Na haar overlijden trouwde Van Buyten in 1683 met Adriana Waelpot, dochter van een invloedrijke drukker in Delft.
Hij werkte zich op tot een vooraanstaand burger in Delft en bezat meerdere huizen in de stad. Hij woonde aan de zuidkant van de Choorstraat en bezat mogelijk ook een pand aan de Oude Delft, de meest prestigieuze straat van de stad. Daarnaast bezat hij twee huizen aan de Koornmarkt, waaronder "In het Witte Paert" aan de oostzijde, en "De Gulden Cop" aan de westzijde.

## Vermeer
Van Buyten bezat minstens drie schilderijen van Johannes Vermeer, mogelijk vier. Opmerkelijk is dat alle vijf schilders in Van Buytens inventaris — Vermeer, Leonaert Bramer, Anthony Palamedes, Nicolaes Bronckhorst en Pieter van Asch — geboren waren in Delft en daar meesters van het lokale Sint-Lucasgilde waren. In vergelijking met de collectie van Pieter van Ruijven, Vermeers belangrijkste beschermheer, was de collectie van Van Buyten meer traditioneel en lokaal georienteerd.
In 1663 bezocht de Franse reiziger en diplomaat Balthasar de Monconys Van Buyten om een schilderij van Vermeer te bekijken, omdat Vermeer zelf geen werken in zijn atelier had om te tonen. Van Buyten vroeg 600 gulden voor het schilderij, een prijs die door De Monconys als buitensporig werd beschouwd.
Na Vermeers dood in 1675 verkocht Vermeers weduwe, Catharina Bolnes, twee schilderijen aan Van Buyten in ruil voor een schuld van 617 gulden aan geleverd brood. Deze werken bleven in Van Buytens bezit tot zijn dood in 1701.